# أسوماتسو-كون
أسوماتسو-كون (باليابانية: おそ松くん) (بالإنجليزية: Osomatsu-kun)‏ هي سلسلة مانغا يابانية صدرت في 15 أبريل عام 1962 وانتهت في 15 يناير عام 1969 وتكونت من 34 مجلداً أقتبست إلى أنمي تلفزيوني عرض في 5 فبراير عام 1966 وانتها عرضه في 25 مارس عام 1967 وتكون من 56 حلقة عرض على تلفزيون فوجي، وجددت ظهور الأنمي مرة أخرى في 13 فبراير عام 1988 وانتهى عرضه في 30 ديسمبر عام 1989 وتكون من 86 حلقة من أنتاج إستديو بيرو، وانتج الاستوديو أيضا فلم عرض في 18 مارس عام 1989 عرض على تلفزيون فوجي.

## قصص مصورة
ألف فوجيو أكاتسوكا قصص مصورة من أسوماتسو-كون بداية عام 1962، وكانت الشركات الناشرة للقصص المصورة تدعى شوغاكوكان وكودانشا وشينون غوهوشا وديموغرافيك شوني، وكانت تصدر اسبوعياً يوم الأحد، وتوقفت عام 1969م، واستمر في ظهور اسطورة أسوماتسو-كون، بعدة أسماء، ومنها حياة الولد (1966)، وشوغاكو إيشينيسي (1966-1967)، والملك شينون (1972-1973)، وأخيراً كوميك بون بون (1987-1990)، وكانت مجموع النسخ 34 نسخة فقط.

## رسوم متحركة
ظهرت سلسلة أسوماتسو-كون للمرة الأولى نقلاً من القصص المصورة إلى سلسلة الرسوم المتحركة (الأنمي)، وأخرج السلسلة أكيرا شيغينو في الأستوديو «ستوديو زيرو» وبثتها قناة إم بي إس اليابانية، وذلك فترة من تاريخ 5 فبراير 1966 إلى 25 مارس 1967م، وتتكون من 60 حلقة.

## نص العنوان
قام المخرج أكيرا شيغينو بإخراج السلسلة للمرة الثانية، وذلك عن طريق الأستوديو «إستديو بيرو»، وذلك فترة من تاريخ 13 فبراير 1988 إلى 30 ديسمبر 1989م، وبثت نحو 88 حلقة، وأذاعت شبكة تلفزيون فوجي لمسلسل أسوماتسو كون.

## مصدر
1. ↑  ページが見つかりませんでした – 小学館コミック نسخة محفوظة 5 أغسطس 2015 على موقع واي باك مشين.

## وصلات خارجية
- أسوماتسو-كون على موقع ANN anime (الإنجليزية)

- Osomatsu-kun Official site (باليابانية)
- Iyami's Room Official site (باليابانية)
- Chibita's House Official site (باليابانية)
- Osomatsu-kun - إستديو بيرو
- Osomatsu-kun - إستديو بيرو (باليابانية)
- Animax official site
- Pachinko Slots screenshots (باليابانية)